# Lärbrostenarnas mästare

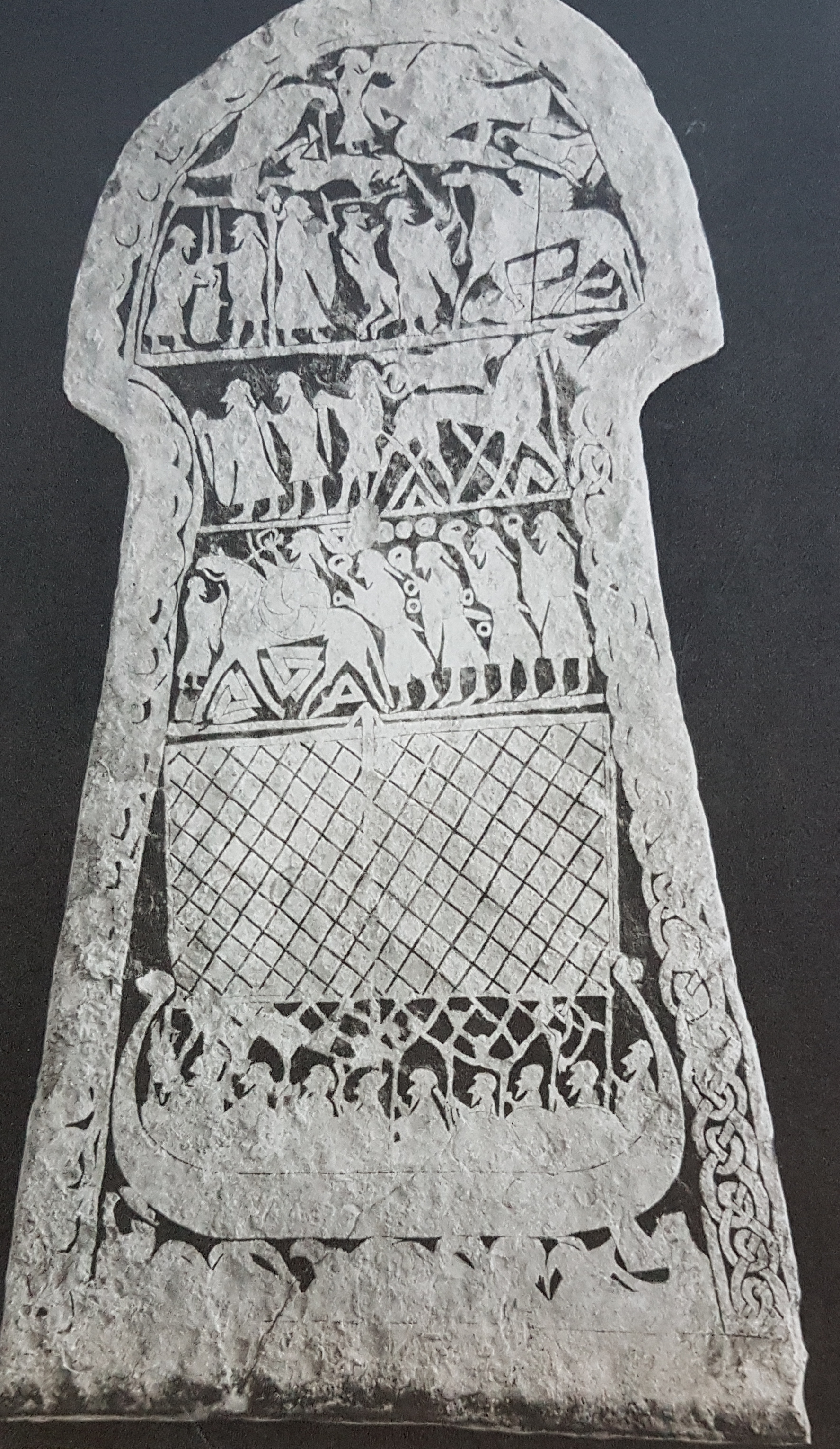
Bildsten från Tängelgårda i Lärbro socken på Gotland ristad omkring 700 som numera förvaras vid Statens historiska museum.

Lärbrostenarnas mästare är ett anonymnamn på en svensk stenmästare verksam omkring 700 på Gotland.
På Gotland finns ett stort antal resta kalkstenshällar som är försedda med ristade figurframställningar och ornament av olika slag. Några av dessa stenar är placerade i Lärbro och brukar benämnas Lärbrogruppen. Ristningarna är mycket grunda och man antar att ristningens syfte var att vara ett fäste för en bemålning. Stenarna har i åtskilliga fall scener av episk karaktär, detta gäller speciellt en grupp mycket stora och upp till fyra meter höga stenar.
Två av stenarna i Lärbrogruppen är särskilt representativa dels Hammars I och Tängelgårda I båda i Lärbro socken. Stenarna har svampliknande ytterkonturer längs det löper ett flätverksband. Stenytan är i övrigt uppdelad i två rektangulära fält som innehåller livfulla dramatiska framställningar med offerscener, stridsscener och hyllningsscener. Scenerna är ställda under varandra och avslutas längst ner med ett välbemannat vikingaskepp som med ett rutat segel tar sig fram på ornamentalt uppflikade vågor. Arkeologen Sune Lindqvist antar att motiven är framställningar ur äldre sagor och nära till hands ligger då Brage Boddasons Ragnarsdrapa. 